# Coleocentrus excitator
Coleocentrus excitator ist eine Schlupfwespe aus der Unterfamilie der Acaenitinae. Die Art wurde von dem österreichischen Entomologen Nicolaus Poda von Neuhaus im Jahr 1761 als Ichneumon excitator erstbeschrieben. Sie ist die Typusart der Gattung Coleocentrus. Das lateinische Art-Epitheton excitator bedeutet „stimulierend“.

## Merkmale
Die Schlupfwespen sind etwa 23 mm lang. Die Vorderflügellänge der Weibchen liegt bei 18–20 mm, während diese bei den Männchen lediglich 13–14 mm beträgt. Die Vorderflügel weisen ein rotgelbes Pterostigma sowie ein dreieckiges Areolet (kleine geschlossene Zelle) auf. Die oberen und unteren Zähne der Mandibeln sind entweder gleich lang, oder die unteren sind geringfügig länger als die oberen. Die Weibchen besitzen 39–40 Geißelglieder, während die Anzahl bei den Männchen bei 40–44 liegt. Die Tegulae sind gelb.
Ferner gilt für die Weibchen: Kopf, Mesosoma und Metasoma sind schwarz. Das schwarze Gesicht weist zwei gelbe Flecke auf. Clypeus und Mandibeln sind meist schwarz. Die Geißelglieder sind schwarz. Scapus und Pedicellus sind dorsal rötlich gefärbt. Die vorderen und mittleren Coxae sind schwarz mit rötlichem apikalen Ende, während die hinteren Coxae vollständig schwarz sind. Alle Trochanteren und Trochantelli sind gelblich-rot gefärbt. Sämtliche Femora sowie die vorderen und mittleren Tibien sind rot, während die hinteren Tibien verdunkelt sind. Das erste Tarsenglied der Hinterbeine ist zum Teil weißlich-hellgelb, während die übrigen Tarsenglieder der Hinterbeine vollständig weißlich-hellgelb sind. Die Tergite des schwarzen Metasomas weisen einen schmalen weißen apikalen Rand auf. Der Legestachel misst etwa 80–85 Prozent der eigentlichen Körperlänge. 
Für die Männchen gilt: Kopf und Mesosoma sind schwarz, während das Metasoma nur an den Enden schwarz ist. Dessen mittlere Tergite sind rot gefärbt. Das Gesicht der Männchen ist fast vollständig gelb gefärbt. Es weist einen dünnen schwarzen Medianstrich auf. Der Clypeus ist basal schwarz, apikal braun. Die Mandibeln sind schwarz. Die Geißelglieder sind dunkelbraun gefärbt. Scapus und Pedicellus sind dorsal gelb. Die hinteren Coxae sind schwarz, gelegentlich mit einem rötlichen apikalen Ende. Die vorderen und mittleren Coxae sind dagegen gelblich-rot mit einem schwarzen basalen Bereich. Die vorderen und mittleren Femora sowie die hinteren Trochanteren und Trochantelli sind gelblich-rot, die hinteren Femora und Tibien sind rot. Die vorderen und mittleren Trochanteren, Trochantelli, Tibien und Tarsen sind gelb. Das erste Tarsenglied der Hinterbeine ist teilweise, die übrigen Tarsenglieder vollständig weißlich-hellgelb.

## Verbreitung
Coleocentrus excitator ist transpaläarktisch verbreitet. In Europa erstreckt sich das Vorkommen von Großbritannien und Fennoskandinavien im Norden bis nach Spanien, Italien, Kroatien und Bulgarien im Süden. Im Osten reicht das Verbreitungsgebiet über Sibirien bis in den Fernen Osten Russlands und nach China.

## Lebensweise
Die Schlupfwespen findet man in größeren Waldgebieten vom Flachland über die Mittelgebirge bis in die mittleren alpinen Gebirgsregionen. Sie treten lokal häufig auf. Die Männchen findet man insbesondere an Waldlichtungen, während die Weibchen gefällte Baumstämme, Stubben und abgestorbene Bäume (insbesondere Kiefer, Fichte und Erle) aufsuchen. Ähnlich Feldwespen lassen die Männchen im Flug ihre recht langen Beine nach unten hängen. Man beobachtet die Schlupfwespen in der Zeit von Mai bis August, am häufigsten im Juni. Coleocentrus excitator ist ein koinobionter Endoparasitoid. Es werden die Larven verschiedener Bockkäfer parasitiert. Zu den Wirtsarten gehören u. a. Acalolepta luxuriosus, der Mulmbock (Ergates faber), Monochamus grandis, der Gelbbindige Zangenbock (Rhagium bifasciatum), der Rothalsbock (Stictoleptura rubra) und der Braunrötliche Spitzdeckenbock (Stenopterus rufus). Das Weibchen sticht mit ihrem langen Legestachel ein Ei in die im Holz befindliche Wirtslarve. Die Schlupfwespenlarve entwickelt sich in ihrem Wirt und tötet diesen erst kurz vor dessen Verpuppung.

## Galerie

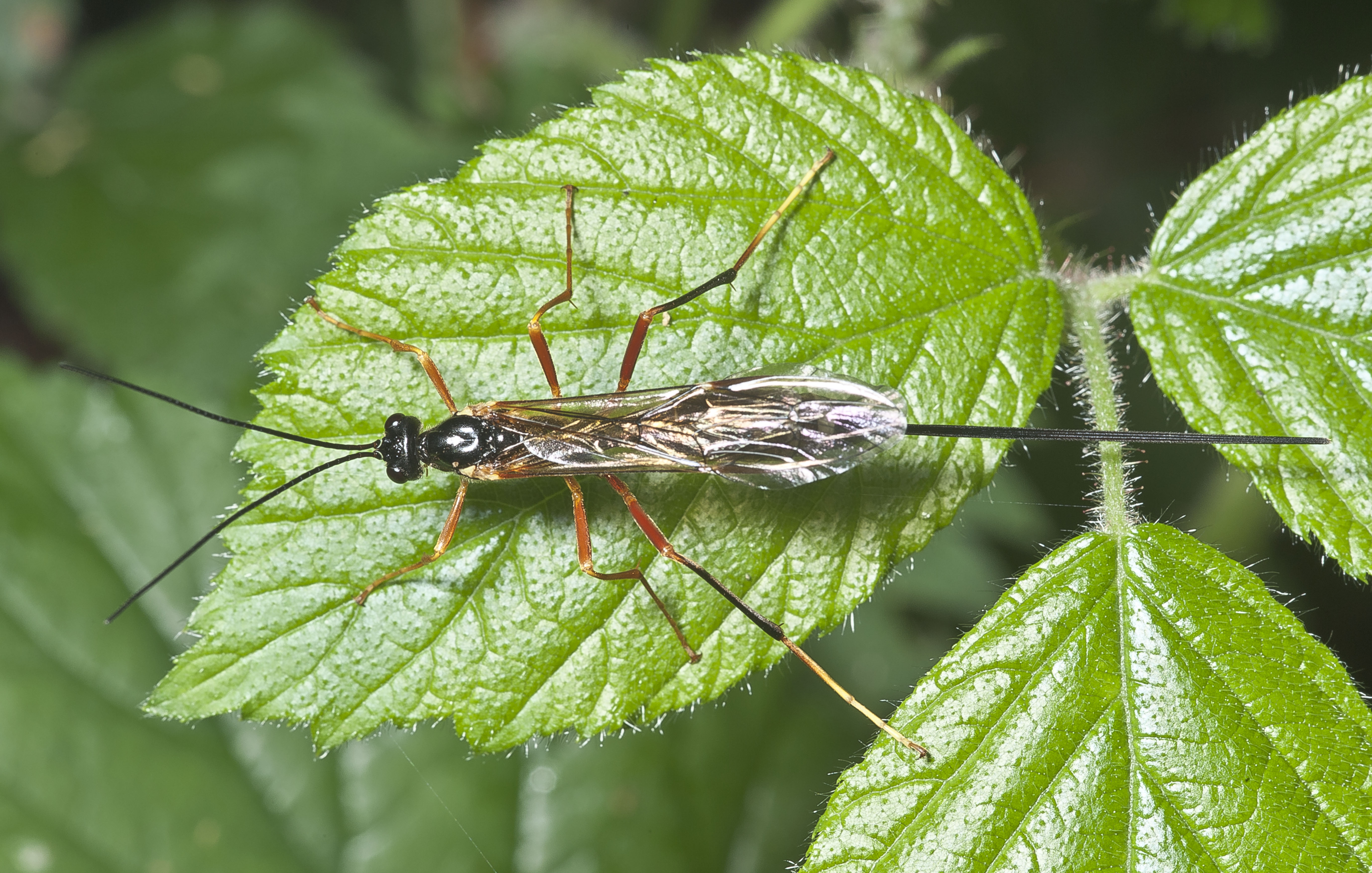
Dorsalansicht ♀
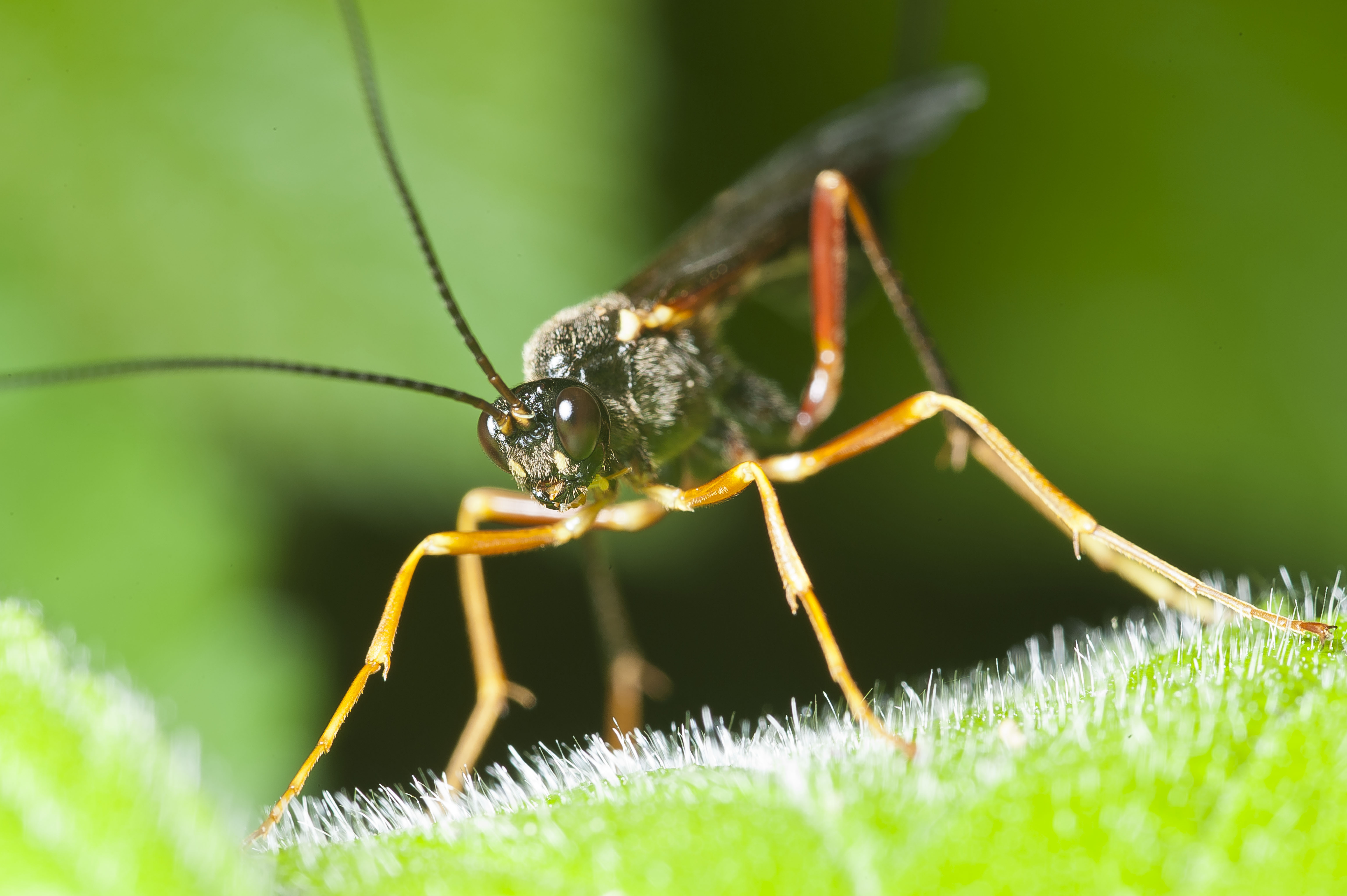
Frontansicht ♀
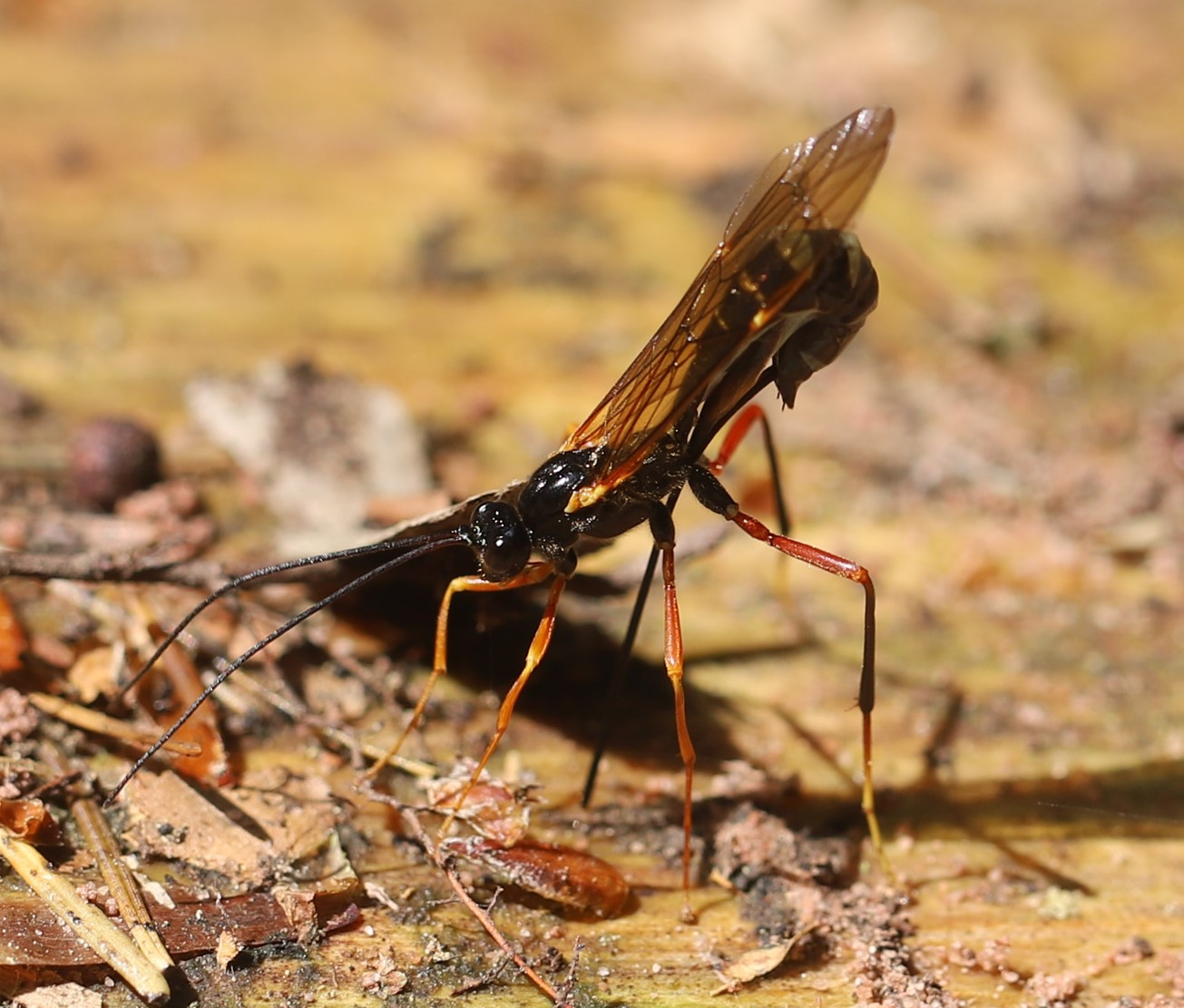
♀ bei der Eiablage
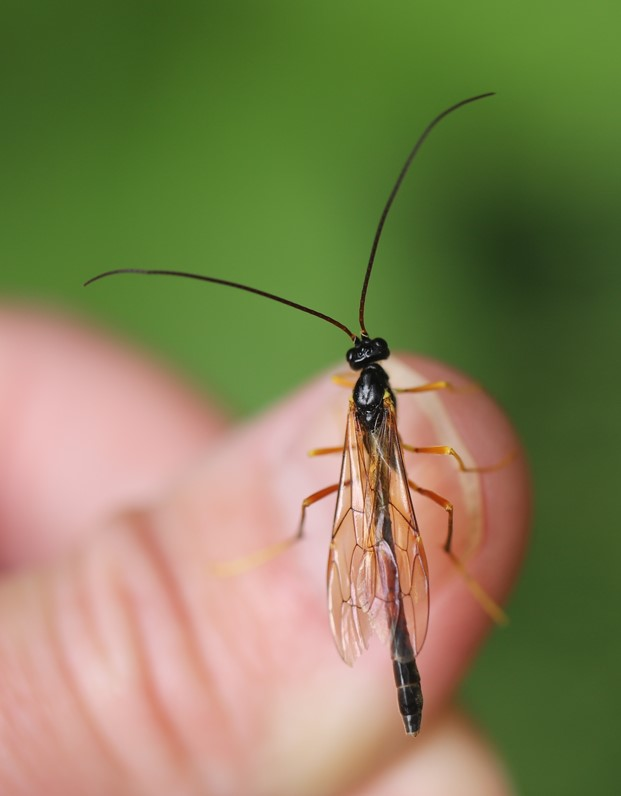
Dorsalansicht ♂
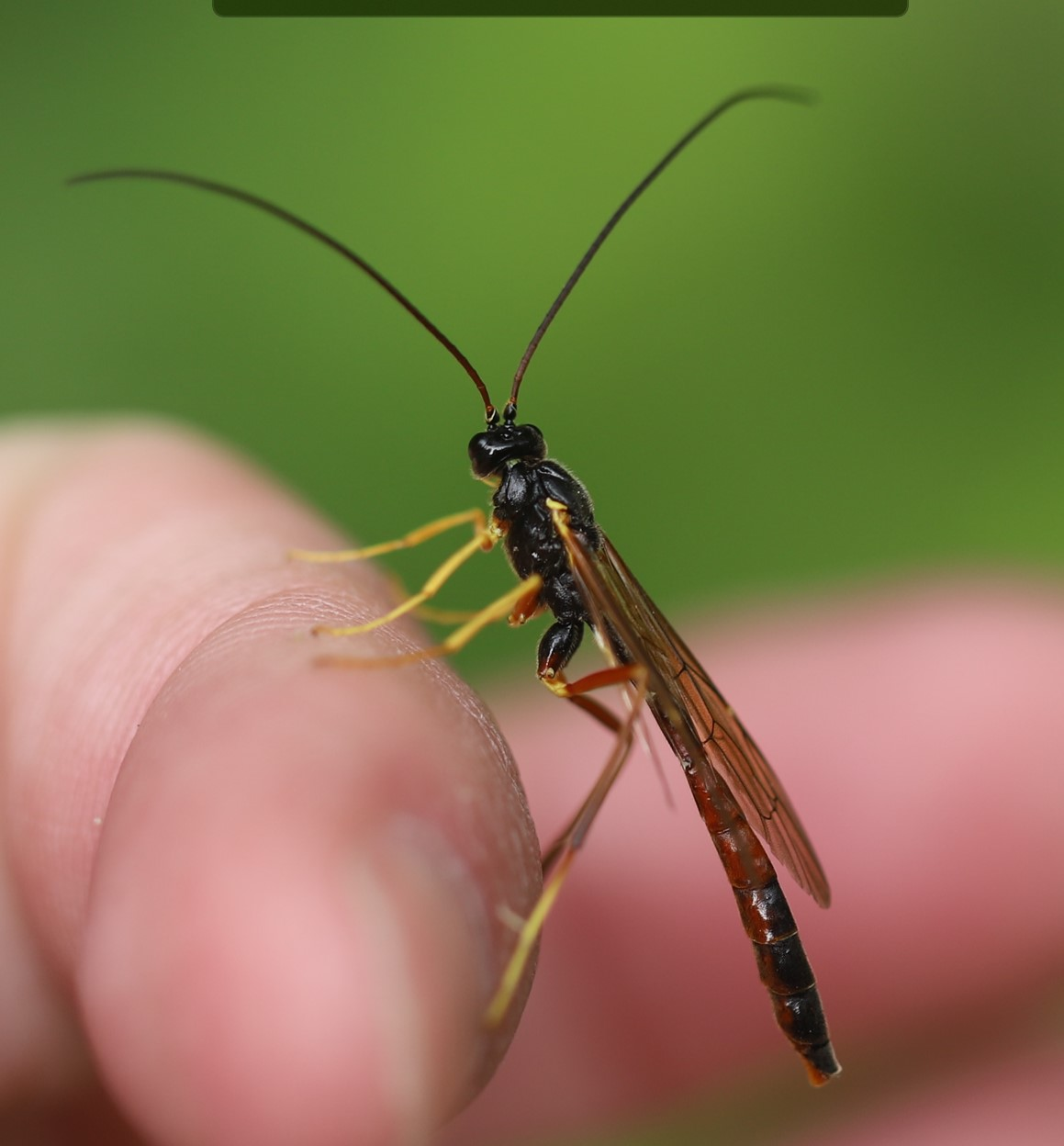
Seitenansicht ♂
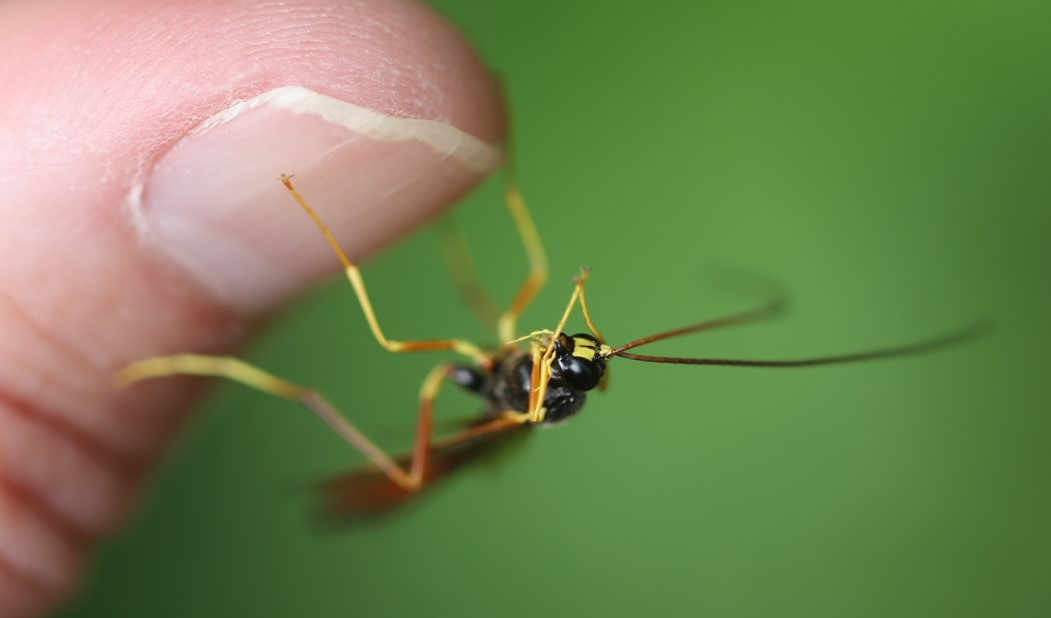
Frontansicht ♂
- ♂ Video (1 min 44 s)